# Militärputsch in Niger 2023
Am Morgen des 26. Juli 2023 begann in Niger ein Militärputsch mit der Festnahme des demokratisch gewählten Präsidenten Mohamed Bazoum durch Angehörige der Präsidentengarde. Als Reaktion auf diese Ereignisse umstellten die nigrischen Streitkräfte zur Unterstützung von Bazoum den Präsidentenpalast. Am Abend verlasen Militärs im nationalen Fernsehsender RTN ein Communiqué, in dem sie die Institutionen der siebten nigrischen Republik für aufgelöst, die Grenzen des Niger zu Lande und in der Luft für geschlossen und eine Ausgangssperre für verhängt erklärten. Der „Nationale Rat für den Schutz des Vaterlandes“ übernahm die Macht im Staat, wie dessen Sprecher, Luftwaffen-Oberst Amadou Abdramane, bekanntgab. Eine von der Wirtschaftsgemeinschaft Westafrikanischer Staaten (ECOWAS) den Putschisten gesetzte Frist zur Rückgabe der Macht an Bazoum verstrich am 6. August 2023 folgenlos.

## Hintergrund
Seit der Unabhängigkeit von Frankreich im Jahr 1960 gab es in Niger fünf erfolgreiche Militärputsche, den jüngsten im Jahr 2010. Weitere Versuche misslangen, zuletzt 2021, als Dissidenten des Militärs zwei Tage vor der Amtseinführung des gewählten Präsidenten Bazoum, der als erstes Staatsoberhaupt sein Amt von einem demokratisch gewählten Vorgänger übernahm, den Präsidentenpalast besetzen wollten. Diese Staatsstreichversuche stehen im Zusammenhang mit ähnlichen Ereignissen in Nachbarländern wie Guinea, Mali und Burkina Faso seit 2020, weshalb die Region als „Putschgürtel“ bezeichnet wird.
Analysten vermuten, dass steigende Lebenshaltungskosten und die Wahrnehmung von Inkompetenz und Korruption der Regierung den Aufstand ausgelöst haben könnten. Hinzu kommt, dass das Medianalter der rund 23,5, Mio. Menschen in Niger bei nur 14,8 Jahren liegt. Etwa 40–50 % der Jugendlichen sind ohne Beschäftigung. Das Land rangiert am unteren Ende des UN-Indexes für menschliche Entwicklung und hat in den letzten Jahren unter einer sich stetig verschlechternden Sicherheitslage zu leiden. So müssen viele Menschen ihre Heimatdörfer verlassen, weil die Ernte ausbleibt und sie Hunger leiden – als eines der ärmsten Länder der Welt ist der Niger zusätzlich auch stark vom Klimawandel betroffen; viele Nigrer sind also auf humanitäre Hilfe angewiesen. In Niger operieren militante islamistische Gruppierungen, wie der Islamische Staat in der größeren Sahara, dem al-Qaida-Ableger, der Dschamāʿat Nusrat al-Islām wa-l-Muslimīn und im geringeren Maße Boko Haram in der Diffa-Region im Südosten des Landes. Das nigrische Militär wird von den Vereinigten Staaten mit u. a. ihrem Drohnen-Stützpunkt Niger Air Base 201 bei Agadez und durch weitere Militäreinrichtungen der ehemaligen Kolonialmacht Frankreich ausgebildet und logistisch unterstützt. Die US-Außen- und Verteidigungsministerien haben Niger seit 2012 mehr als 500 Millionen US-Dollar in Form von militärischer Hilfsausrüstung und Ausbildungsprogrammen bereitgestellt. Es wird auch berichtet, dass von den USA ausgebildete Offiziere viele Mitglieder der Präsidentengarde und damit auch Anführer des Putsches trainiert haben.
Im Jahr 2022 wurde das Land zum Dreh- und Angelpunkt der französischen Militäroperation (Opération Barkhane) in der Sahelzone, nachdem Frankreich den Truppeneinsatz in Mali und Burkina Faso beendete. Präsident Bazoum wurde als einer der wenigen verbliebenen pro-westlichen Führer in der Region bezeichnet. So wurde Niger angesichts der zunehmenden antifranzösischen Stimmungen in der Region zu Frankreichs letztem Partner.

## Ereignisse

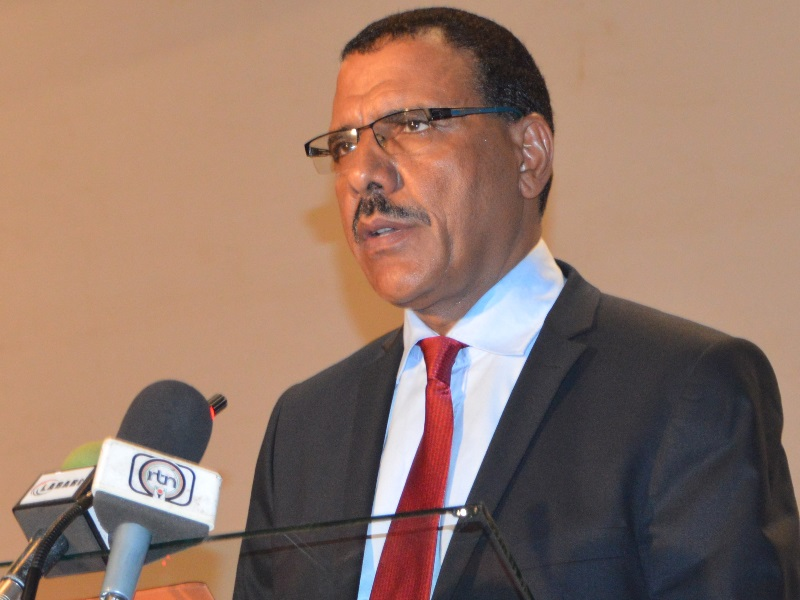
Mohamed Bazoum, von 2021 bis zum Staatsstreich 2023 Präsident von Niger

Am 26. Juli teilte die nigrische Präsidentschaft auf Twitter mit, dass die Präsidentengarde unter dem Kommando von General Abdourahamane Tiani an einer „antirepublikanischen Demonstration“ teilgenommen hatte. Sie versuchte vergeblich, Unterstützung von anderen Sicherheitskräften zu erhalten. Präsident Mohamed Bazoum und seine Familie waren wohlauf, obwohl es Berichte gab, dass er im Präsidentenpalast in Niamey festgehalten werde. Der Innenminister Hamadou Souley wurde ebenfalls verhaftet und im Palast festgehalten. Die Präsidentschaft behauptete, dass etwa 20 Mitglieder der Präsidentengarde außerhalb des Palastes gesichtet wurden.
Die Präsidialgarde sperrten den Zugang des Präsidentenpalastes und hielten Bazoum fest. Auch die Eingänge zu den umliegenden Ministerien wurden von der Garde blockiert.
Der Palast wurde von Militärfahrzeugen abgeriegelt, und das Personal wurde am Betreten gehindert.
Die Armee gab eine Erklärung ab, in der sie erklärte, sie habe „wichtige strategische Punkte“ im Lande gesichert. In einem Beitrag auf dem Twitter-Konto des nigrischen Präsidenten hieß es, die Armee und die Nationalgarde seien bereit, die Präsidentengarde anzugreifen.
Zivile Anhänger von Bazoum versuchten sich dem Palast zu nähern, wurden aber von der Präsidentengarde mit Schüssen auseinandergetrieben. Die Lage wurde als ruhig beschrieben, aber es kam zu Protesten zur Unterstützung Bazoums in der Nähe diplomatischer Vertretungen.
Als Reaktion darauf umstellten die nigrischen Streitkräfte den Präsidentenpalast, um Bazoum zu unterstützen. Die Armee erklärte, dass sie „wichtige strategische Punkte“ im Land gesichert habe und bereit sei, die Garde anzugreifen. Loyalistische Kräfte umstellten den staatlichen Rundfunk ORTN.
Am Abend wurde Präsident Bazoum angeblich abgesetzt. Oberst Amadou Abdramane der nigrischen Luftwaffe erklärte im staatlichen Fernsehsender Télé Sahel, dass die Verteidigungs- und Sicherheitskräfte beschlossen hätten, das Regime aufgrund der sich verschlechternden Sicherheitslage und der schlechten Regierungsführung zu stürzen. Er kündigte die Außerkraftsetzung der Verfassung, die Suspendierung staatlicher Institutionen, die Schließung der Landesgrenzen und eine landesweite Ausgangssperre von 22:00 bis 05:00 Uhr an und warnte vor jeglicher ausländischer Intervention.
Am 28. Juli erklärte sich der Kommandeur der Präsidentengarde, General Abdourahamane Tiani, in einer Ansprache zum Präsidenten des Rates. Er erklärte, der Staatsstreich sei durchgeführt worden, um den „allmählichen und unvermeidlichen Untergang“ des Landes zu verhindern, und sagte, Bazoum habe versucht, „die harte Realität“ des Landes zu verbergen, das er als „einen Haufen von Toten, Vertriebenen, Erniedrigung und Frustration“ bezeichnete. Er kritisierte auch die Sicherheitsstrategie der Regierung für ihre angebliche Ineffektivität. Ein Zeitplan für eine Rückkehr zur Zivilregierung wurde nicht genannt.
Mit dem Putsch beendete die Militärjunta die Mandate von Botschaftern in Frankreich, Nigeria, Togo und den USA.

## Reaktionen
Der Staatsstreich, von der politischen Regierungskoalition des Niger als „selbstmörderischer und antirepublikanischer Wahnsinn“ bezeichnet, wurde von verschiedenen internationalen Organisationen und Ländern, darunter die Weltbank, die Afrikanische Union, die Vereinten Nationen, die Europäische Union, Frankreich, Deutschland und die Vereinigten Staaten, verurteilt. UN, EU und Russland forderten die sofortige Freilassung von Bazoum.
Am 27. Juli ließ die Sprecherin des Außenministeriums der Volksrepublik China, Mao Ning, verlauten: „China fordert die relevanten Parteien in Niger auf, im grundlegenden Interesse des Landes und seiner Bevölkerung zu handeln, Differenzen friedlich durch Dialog zu lösen, die Ordnung frühzeitig wiederherzustellen und den allgemeinen Frieden, die Stabilität und die Entwicklung der Nation zu schützen.“
Die Westafrikanische Wirtschaftsgemeinschaft (ECOWAS), deren Mitglied Niger ist, bemühte sich vergeblich um Verhandlungen mit den Putschisten. Mehrere ehemalige Staatsführer, darunter Bazoums Amtsvorgänger Mahamadou Issoufou und Benins Präsident Patrice Talon, beteiligten sich im Auftrag der ECOWAS an der Mission. Talon bezeichnete den Staatsstreich als „militärisches Fehlverhalten“.
Am 28. Juli rief die Afrikanische Union bei einem außerordentlichen Gipfel in einem Appell das nigrische Militär dazu auf, innerhalb von 15 Tagen die verfassungsmäßige Ordnung wiederherzustellen und in die Kasernen zurückzukehren.
Am 29. Juli wurde von Frankreichs Präsident Emmanuel Macron in Paris der Nationale Verteidigungs- und Sicherheitsrat einberufen, um sich ein Bild der Lage zu machen, zumal von dem französischen Staatskonzern Orano (vormals Areva, wiederum hervorgegangen aus Fusion der staatlichen CEA-Industrie, Cogema, Framatome ANP und FCI) – dem weltweit zweitgrößten Produzenten von Uran – die Uranvorräte in Niger ausgebeutet werden und Yellowcake hergestellt wird. An den meisten in Niger Uran abbauenden und Yellowcake produzierenden Firmen sind französische Staatskonzerne die Hauptanteilseigner.
Daraufhin setzte die Wirtschaftsgemeinschaft Westafrikanischer Staaten (ECOWAS) den Putschisten am 30. Juli 2023 eine Frist von einer Woche, um die Macht an Bazoum zurückzugeben, andernfalls drohten internationale Sanktionen und möglicherweise ein militärisches Eingreifen.
Am 30. Juli stellte die Westafrikanische Wirtschaftsgemeinschaft (ECOWAS-Mitgliedstaaten) den Putschisten ein Ultimatum, die Macht innerhalb einer Woche an die demokratisch gewählte Regierung zurückzugeben. Finanzielle Sanktionen und der Ausschluss für Niger vom regionalen Finanzmarkt wurde angedroht. Auch sei ein „Einsatz von Gewalt“, ausgeführt durch die ECOWAS Monitoring Group (ECOMOG), nicht ausgeschlossen. Daraufhin erklärten die ebenfalls in den letzten Jahren durch einen Putsch etablierten Regierungen in Burkina Faso und Mali, dass eine militärische Intervention in Niger als Kriegserklärung gegen sie aufgefasst würde. Die Frist lief am 6. August 2023 folgenlos ab.
Am 1. August begannen Frankreich, Italien und Spanien Evakuierungen aus Niger. Mit fünf Flügen brachte Frankreich 1079 Personen, darunter etwa 500 ausländische Bürger, außer Landes. Mit einer Sondergenehmigung flog die Bundeswehr am 3. August dreißig Personen außer Landes; zwanzig davon seien im Rahmen eines Personalwechsels deutsche Soldaten als Teil der MINUSMA-Mission im Mali gewesen. Die Vereinigten Staaten sowie das Vereinigte Königreich zogen Teile ihres Botschaftspersonals ab.
Anfang August konnte sich der abgesetzte Staatspräsident Mohamed Bazoum in The Washington Post zu Wort melden. Dort rief er die internationale Staatengemeinschaft auf, seinem Land, das ihm zufolge die „letzte Bastion des Respekts für Menschenrechte“ in der Sahelzone ist, zu helfen. Er appelliere als Geisel und sei „nur einer von Hunderten Bürgern, die willkürlich und illegal eingesperrt worden sind“.
Am 3. August, dem nigrischen Nationalfeiertag, der an die Unabhängigkeitserklärung von Frankreich im Jahr 1960 erinnert, gingen in Niamey Tausende Menschen auf die Straße und demonstrierten mit dem Tenor „Frankreich raus aus Afrika“ Unterstützung für die selbst ernannten neuen Machthaber.
Am 22. August 2023 setzte die Afrikanische Union die Mitgliedschaft Nigers bis zur Rückkehr zur verfassungsmäßigen Ordnung aus.

## Analyse
Laut Cameron Hudson, leitendem Mitarbeiter des Zentrums für Strategische und Internationale Studien, könne der Staatsstreich sich auf Nigers Kampf gegen die islamistischen Aufständischen auswirken. Es gebe Anzeichen dafür, dass das Militär mit dem Umfang der Unterstützung, die es im Kampf gegen die Militanten erhalte, nicht zufrieden sei. Ulf Laessing, Leiter des Sahel-Programms der Konrad-Adenauer-Stiftung, sagte, der Staatsstreich sei ein „Albtraumszenario“ für die Westmächte, die auf Bazoum und Niger als „neue Sicherheitsanker“ für die Sahelzone zählten. Auch bringe – so Laessing – die Situation die Bundeswehr in eine sehr komplizierte Lage, da der Bundeswehrabzug aus Mali über Niger läuft und somit der Zeitplan eines weiteren Abzugs bis Jahresende stark gefährdet sei.
Gemäß Afrika-Analyst Flavien Baumgartner könnte der Putsch zu einer Expansion der Gruppe Wagner nach Niger führen, da das Land – mit seinem von Frankreich aufgebauten Uranbergbau in Niger – ein auch für Russland wichtiger Uranproduzent ist. Der französische Militärexperte, Autor und Journalist Pierre Servent erklärte unter Berufung auf „gut informierte westliche Quellen“, dass Russland in keinster Weise an dem Putsch direkt oder indirekt beteiligt war, jedoch davon auszugehen sei, das Russland mittels der Gruppe Wagner, die in Niger bereits die M62-Bewegung unterwandert habe, seinen Einfluss ausbauen wird, wenn westliche Hilfsorganisationen, das französische Militär und die Vereinten Nationen aus dem Niger abziehen. Nach Angaben von Pierre Servent ging es bei dem Putsch um die Durchsetzung von persönlichen Interessen des Putschisten Abdourahamane Tiani, der Angst gehabt habe, „seinen Posten und alle damit einhergehenden Vorteile zu verlieren“.
Mehrere deutsche Medien schrieben, dass durch den Putsch der letzte wichtige strategische Partner für den Westen in der Sahelzone entfalle. Nachdem es zuvor bereits in Mali, dem Tschad, Guinea und Burkina Faso Putsche gegeben hatte, war Niger der letzte Staat in der Region mit einer demokratisch gewählten Regierung und für Deutschland und die Europäische Union ein wichtiger Standort für die Bekämpfung des Islamismus. Der Putsch könne für die Region weitere Destabilisierung und eine weitere Schwächung im Kampf gegen den Islamismus bedeuten. Während der Einfluss des Westens durch den Putsch geschwächt würde, könnte Russland davon profitieren und seinen Einfluss in der Region ausbauen.
Ein weiteres Problem – verursacht durch die Folgen des Militärputschs – sahen Experten in einem möglichen Rückzug von tausenden Soldaten aus Frankreich und anderen EU-Ländern. Diese noch in Niger stationierten Sicherheitskräfte hatten bisher – neben dem Kampf gegen Islamisten – auch den EU-Auftrag (EUCAP Sahel Niger), das Migrationstransitland bei der Grenzüberwachung zu unterstützen. Ende März 2023 sollen in Niger rund 300.000 Geflohene aus dessen Nachbarstaaten neben mehr als 360.000 Binnenvertriebenen auf der Flucht gewesen sein. Laut einer Studie der britischen Menschenrechtsorganisation Privacy International ist Niger zu einer «externalisierten europäischen Grenze» geworden. Somit könnte eine wieder geöffnete Grenze zu Libyen hin die Anzahl der Mittelmeerflüchtlinge drastisch in die Höhe treiben.
Nach dem Militärputsch intensivierten sich die terroristischen Angriffe auf die Streitkräfte Nigers. Laut einer Analyse des Armed Conflict Location & Event Data Project (ACLED) stieg die politisch motivierte Gewalt in Niger im ersten Monat der Herrschaft der Militärjunta um 42 Prozent im Vergleich zum Vormonat. Angriffe mit vielen Toten ereigneten sich am 15. August 2023 in Koutougou, am 28. September 2023 in Kandadji und Anfang Oktober 2023 in Tabatoul.